# Caladomyia tuberculatus
Caladomyia tuberculatus är en tvåvingeart som först beskrevs av Reiss 1972.  Caladomyia tuberculatus ingår i släktet Caladomyia och familjen fjädermyggor. Inga underarter finns listade i Catalogue of Life.